# Ципнагвара
Ципнагвара (груз. წიფნაგვარა) — село в Грузии, на территории Чохатаурского муниципалитета края (мхаре) Гурия.

## География
Село находится в западной части Грузии, на берегах реки Губазеули, на расстоянии приблизительно 5 километров (по прямой) к югу от посёлка городского типа Чохатаури, административного центра муниципалитета. Абсолютная высота — 220 метров над уровнем моря.

## Население
По результатам официальной переписи населения 2014 года, в Ципнагваре проживал 61 человек (29 мужчин и 32 женщины). В национальной структуре населения грузины составляли 100 %.
| Год  | Население, человек |
| ---- | ------------------ |
| 2002 | 92                 |
| 2014 | ↘ 61               |